# Macropeza bayeri
Macropeza bayeri är en tvåvingeart som först beskrevs av Meillon 1937.  Macropeza bayeri ingår i släktet Macropeza och familjen svidknott. Inga underarter finns listade i Catalogue of Life.